# جيم بيترو
جيم بيترو (بالإنجليزية: Jim Petro)‏ هو محامي وسياسي أمريكي، ولد في 25 أكتوبر 1948 في بروكلين في الولايات المتحدة. حزبياً، نشط في الحزب الجمهوري. وقد انتخب عضو مجلس نواب أوهايو.